# Ophrys lutea
Ophrys lutea  (Gouan) Cav. 1793 es una orquídea monopodial y terrestre de la subtribu Orchidinae,  familia Orchidaceae. Es de las llamadas orquídeas abeja. Son orquídeas muy variables que pueden presentar variaciones o subespecies.

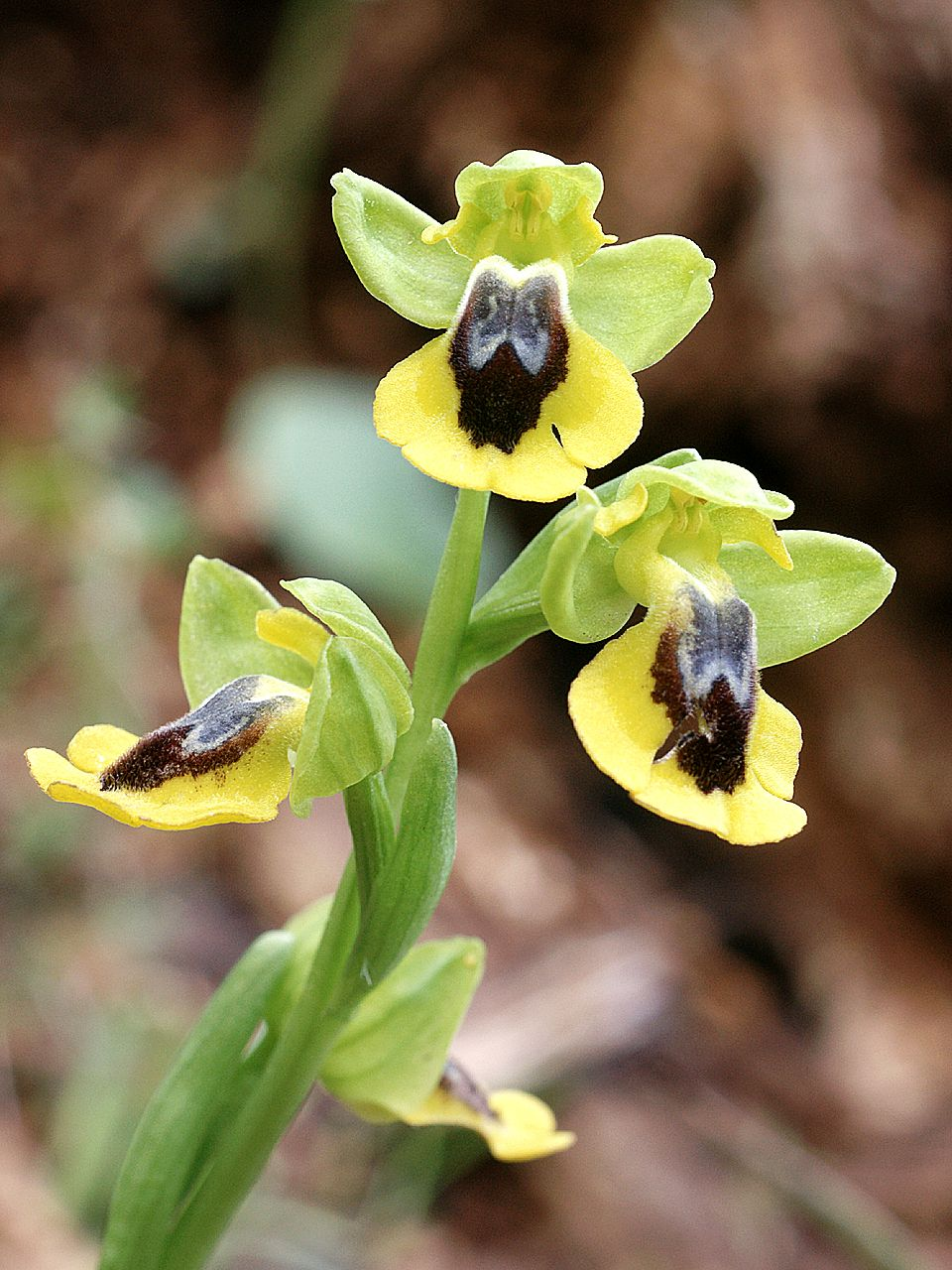
Detalle de la flor

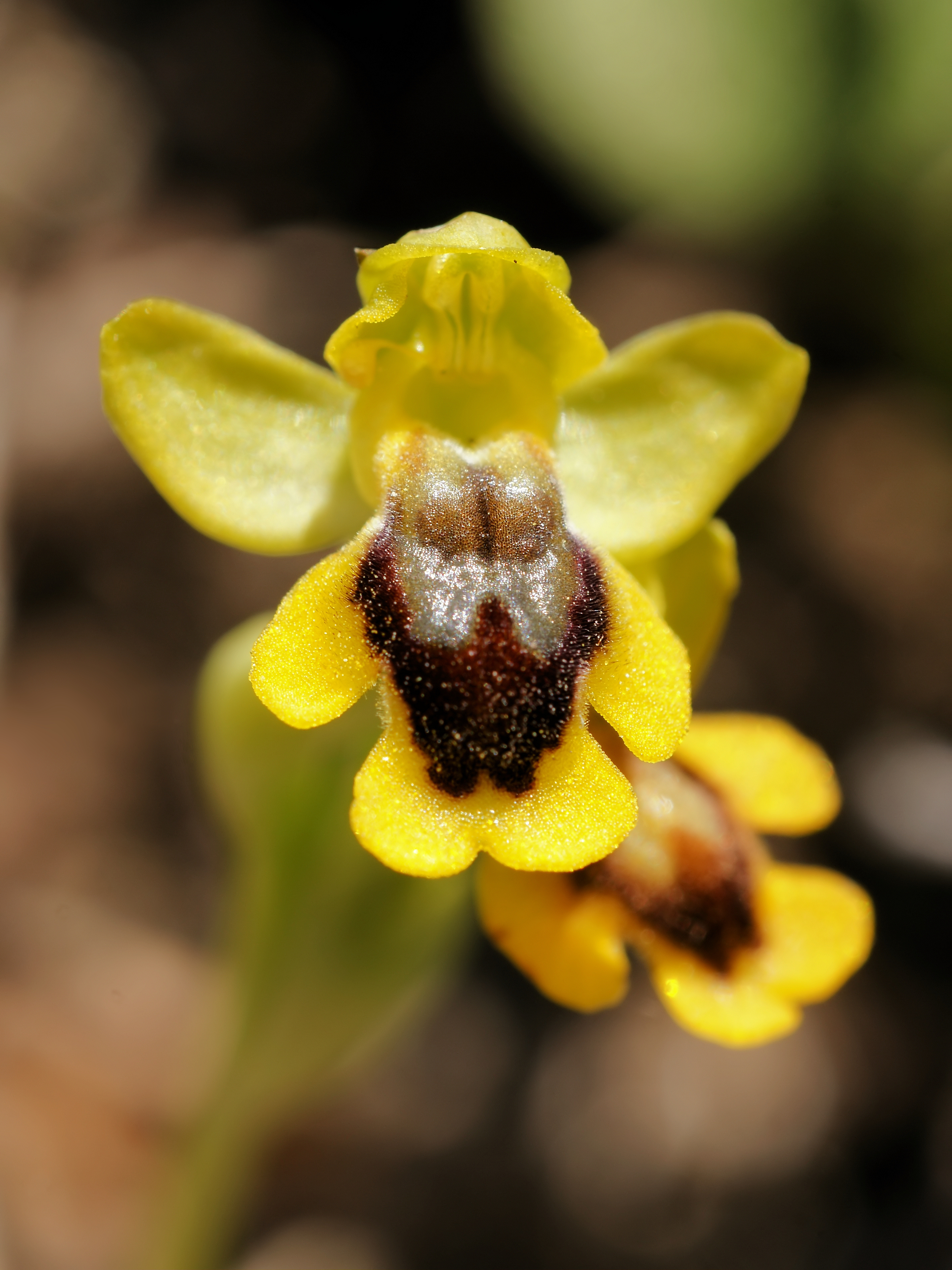
Detalle de la flor

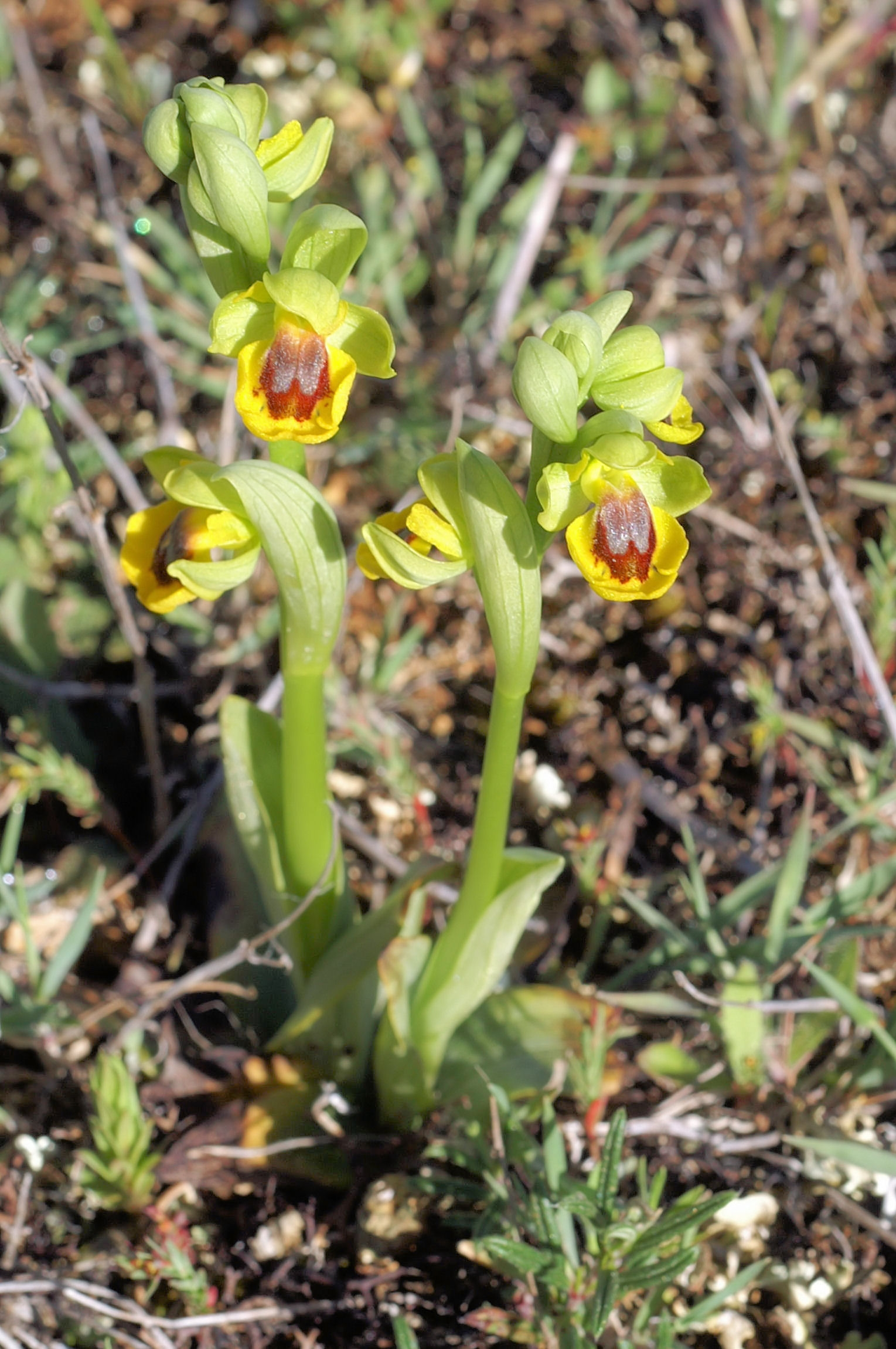
Vista de la planta

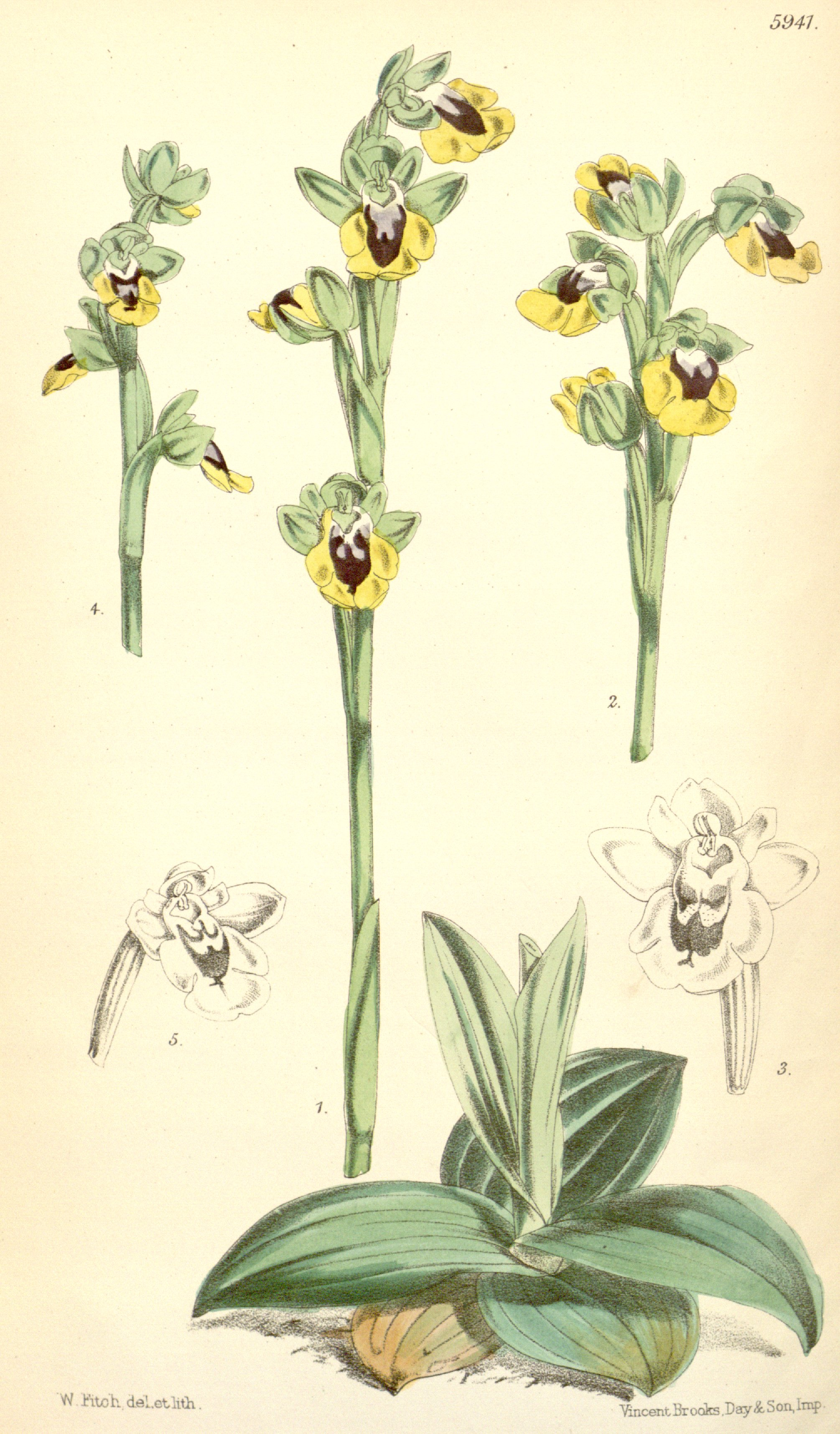
Ilustración

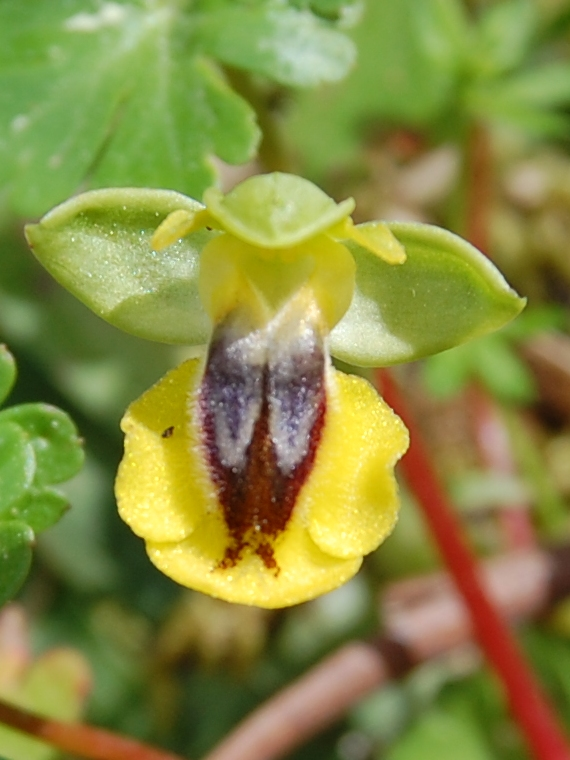
Variedad prhyganae

## Descripción
Durante el verano esta orquídea está durmiente como un bulbo subterráneo o tubérculo, que sirve como una reserva de alimento. Al final del verano-otoño desarrolla una roseta de hojas. También un nuevo tubérculo empieza a desarrollarse y madura hasta la siguiente primavera, el viejo tubérculo muere lentamente. En la primavera siguiente el tallo floral empieza a desarrollarse, y durante la floración las hojas comienzan a marchitarse.

La mayoría de las orquídeas Ophrys dependen de un hongo simbionte, debido a esto desarrollan sólo un par de pequeñas  hojas alternas. No pueden ser trasplantadas debido a esta simbiosis. Las pequeñas hojas basales forman una roseta pegadas a ras de suelo. Son oblongas, lanceoladas, redondeadas, sin identaciones; tienen un color verde azulado. Se desarrollan en otoño y pueden sobrevivir las heladas del invierno.

Ophrys lutea  es una orquídea terrestre que tiene un tubérculo subterráneo, globular, y pequeño del cual sale el tallo floral erecto, sencillo y sin ramificaciones de unos 30 cm. Las flores poseen un labelo de gran tamaño. El labelo de color amarillo canario intenso de unos 13 a 18 mm de longitud tiene tres lóbulos con los dos lóbulos laterales triangulares algo más pequeños y glabros. El lóbulo intermedio es glabro y más grande que los laterales en el que el espéculo es menor que en otras especies, de color acero azulado, con forma de H, enmarcado dentro de una mancha marrón oscuro imitando el abdomen de ciertos insectos.

Esta variedad tiene dos sépalos laterales iguales en tamaño redondeados en el ápice, el tercero se vuelve un poco hacia adelante. Los tres sépalos de unos 7 mm de longitud y un color uniforme  amarillo verdoso o verde claro. De dos a diez flores se desarrollan en el tallo floral con hojas basales. Las flores son únicas, no solo por su inusual belleza, color y formas excepcionales, sino también por la ingenuidad con la que atraen a los insectos. Su labelo imita en este caso al abdomen de una abeja. Florecen de mediados de marzo a abril.

Esta sugestión visual sirve como reclamo íntimo. Esta polinización mímica está acrecentada al producir además la fragancia de la hembra del insecto en celo. Estas feromonas hacen que el insecto se acerque a investigar. Esto ocurre solamente en el periodo determinado en el que los machos están en celo y las hembras no han emergido aún. El insecto está tan excitado que  empieza a copular con la flor. Esto se denomina "pseudocopulación", la firmeza, la suavidad, y los pelos aterciopelados del labelo, son los mayores incentivos, para que el insecto se introduzca en la flor. Las polinia se adhieren a la cabeza o al abdomen del insecto. Cuando vuelve a visitar otra flor las polinias golpean el estigma. Los filamentos de las polinias durante el transporte cambian de posición de tal manera que los céreos granos de polen puedan golpear al estigma, tal es el grado de refinamiento del proceso que si los filamentos no toman la nueva posición las polinias no podrían fecundar la nueva orquídea.

Cada orquídea tiene su propio insecto polinizador y depende completamente de esta especie polinizadora para su supervivencia. Lo que es más los machos embaucados es probable que no vuelvan o incluso que ignoren plantas de la misma especie. Por todo esto solamente cerca del 10 % de la población de Ophrys llega a ser polinizada. Esto es suficiente para preservar la población de Ophrys, si se tiene en cuenta que cada flor fertilizada  produce 12 000 diminutas semillas.

## Hábitat
Esta especie de hábitos terrestres  monopodial  se distribuye por el  Mediterráneo (España, sur de Francia, y Córcega) en general en toda Europa. En prados, garrigas, arbustos y bosques. Alcanzan una altura de 25 a 30 cm.

## Taxonomía
Ophrys lutea fue descrito por Antonio José de Cavanilles y publicado en Icones et Descriptiones Plantarum 2: 46, t. 160. 1793.
Citología
Etimología
Ver: Ophrys, Etimología
lutea: epíteto latino que significa "amarilla". 

Variedades y subespecies
- Ophyrs lutea subsp. lutea se encuentra en la cuenca mediterránea hasta una altura de 1800 m.
- Ophyrs lutea subsp. minor (Ophrys sicula) en la cuenca mediterránea hasta una altura de 1500 m.
- Ophyrs lutea subsp. melena  en el Sur de los Balcanes, sur de Albania se encuentran hasta una altura de 1300 m.
- Ophrys lutea subsp. phryganae cuenca mediterránea centro-occidentale hasta una altura de 1000 m.

Sinonimia
- Arachnites lutea var. minor Todaro 1842
- Ophrys archimedea P.Delforge & M.Walravens 2000
- Ophrys aspea Devillers-Tersch. & Devillers 2000
- Ophrys fusca var. subfusca (Rchb.f.) Rchb. 1851
- Ophrys fenarolii Ferlan 1956
- Ophrys × gauthieri nothosubsp. fenarolii (Ferlan) H.Baumann & Künkele 1986
- Ophrys migoutiana F.Gay 1888
- Ophrys minor (Tod.) Paulus & Gack in ?
- Ophrys murbeckii Fleischmann 1925
- Ophrys numida Devillers-Tersch. & Devillers 2000;
- Ophrys phryganae Devillers-Tersch. & Devillers 1991
- Ophrys sicula Tineo 1817
- Ophrys subfusca (Rchb.f.) Batt. 1910
- Ophrys subfusca subsp. fenarolii (Ferlan) Del Prete 1984
- Ophrys insectifera var. lutea Gouan 1765 (Basónimo)
- Arachnites lutea (Gouan) Tod. 1842[2]

## Nombres comunes
- Castellano: abejas, abejera, abejera amarilla (4), abejita, abejita amarilla, abejorros, burdel ratero, flor amarilla de la abeja, flor de abeja amarilla (3), hierba de la avispa (2), mayos, ofris amarilla (2), orquídea amarilla, zapaticos de la Virgen.[3]